# The Venus Project
 (octobre 2012).
The Venus Project, Inc (Le Projet Venus), est une société américaine qui promeut le système d’Économie Basée sur les Ressources (EBR) tel qu'inventé par Jacque Fresco, un système où l'humanité vivrait en harmonie sociale et environnementale grâce à la technologie et à l'application de la méthode scientifique. Une société permettant de rendre obsolète le besoin d'avoir recours à un système monétaire.
Ce serait une société critique où la pensée critique et la méthode scientifique sont promus comme méthodes de prise de décisions. Un site web et la diffusion de vidéos ainsi qu'une littérature dédiée visent à promouvoir les principes du Venus Project, l'« Économie Basée sur les Ressources », mais aussi la conception de villes durables, l'efficacité énergétique, la gestion des ressources naturelles et l'automatisation.
Le nom de l'organisation vient de Venus, une ville de l'État de Floride aux États-Unis, où se trouve un centre de recherche de 85 000 m2 près du lac Okeechobee ; ce centre comprend dix bâtiments créés par Fresco et bâtis en partie par sa compagne Roxanne Meadows, lesquels donnent une présentation de l'architecture du projet. Plusieurs personnes travaillent dans le centre de The Venus Project dont Joel Holt.

## Histoire
Cette société fut créée par Jacque Fresco et Roxanne Meadows en 1994, et représente en 2013 la consécration de 75 années de recherches scientifiques.
En 2003, ils ont aussi créé une association à but non lucratif, Future By Design, pour soutenir le projet
Le film Future by Design, sur la vie et le travail de Jacque Fresco, a été produit en 2006.
Les idées de Jacque Fresco, notamment celle d'une économie basée sur les ressources, ont fortement inspiré le réalisateur Peter Joseph qui les a développées dans ses films Zeitgeist: Addendum, et Zeitgeist: Moving Forward. Ces idées formèrent le noyau du Mouvement Zeitgeist qui fut la branche de communication grand public en coopération avec The Venus Project de 2008 jusqu'en avril 2011, date de scission des deux entités,.
Le 15 avril 2012, The Venus Project annonce la sortie de son nouveau documentaire gratuit, Paradise or Oblivion (Paradis ou Perdition), disponible sur son site internet et celui créé à cette occasion. La diffusion se fait principalement à travers la toile,.
En 2016 parait le documentaire "The Choice is Ours", produit et dirigé par Roxanne Meadows.
Le 17 juillet 2016, le fondateur du Venus Project, Jacque Fresco a reçu une récompense pour "City Design & Community" de la part du NOVUS Summit en conjonction avec la division des Nations unies UN DESA. Cet événement se tint dans le hall de l'Assemblée Générale des Nations unies. Lors de cet événement The Venus Project annonça le début de sa prochaine phase de développement, avec la création d'une nouvelle organisation à but non lucratif appelée Ressource Based Economy pour initier la construction d'un premier système expérimental de ville telle que conceptualisée par Jacque Fresco. D'après The Venus Project, cette ville sera la vitrine de leur vision optimiste, et permettra aux gens de voir quelle sorte de futur peut être construit si l'on canalise les efforts d'une approche systémique pour l'amélioration sociale.

## Une économie basée sur les ressources
Jacque Fresco est à l'origine de la notion d'économie basée sur les ressources[réf. nécessaire] . Il s'agit d'un système socio-économique holistique dans lequel tous les biens et services sont disponibles sans l'utilisation d'argent, de crédit, de troc ou toute autre forme de dette ou de servitude. L'ensemble des ressources de la planète est considéré comme étant le patrimoine commun de tous les peuples, dépassant ainsi à terme le recours aux barrières artificielles qui les séparent.

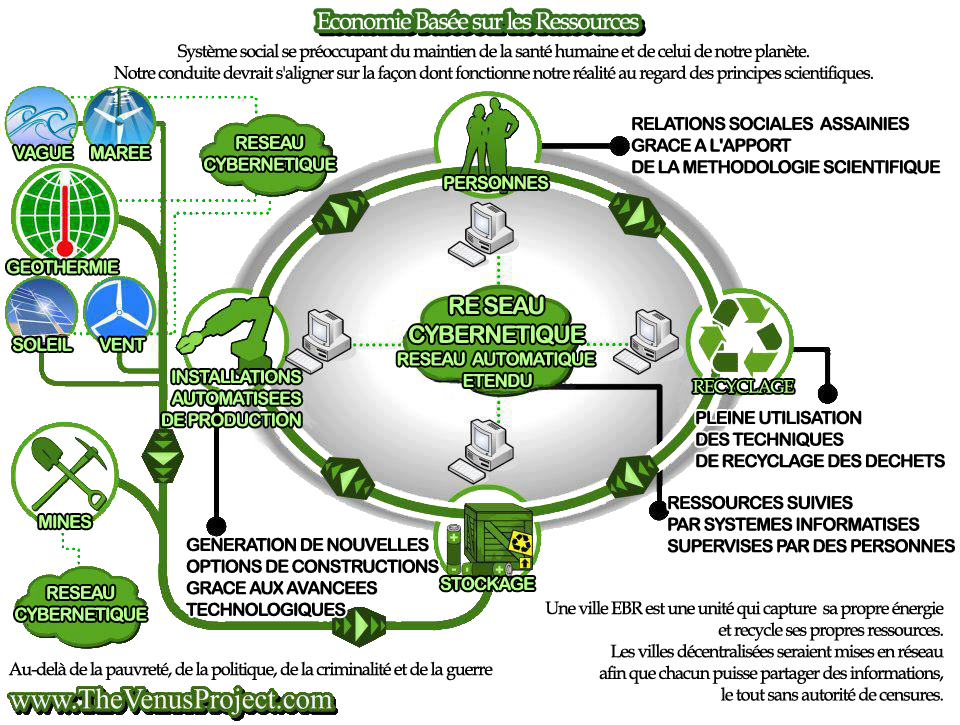
Fonctionnement schématique d'une économie basée sur les ressources.

Il serait possible d'utiliser la technologie pour surmonter le manque de ressources. Parmi les méthodes utilisées figurent l'utilisation de sources d'énergie renouvelables, l'informatisation et l'automatisation de la fabrication et des inventaires, la conception de villes sûres et efficaces sur le plan énergétique. Ces villes seraient équipées de systèmes avancés de transport tout en offrant des soins de santé universels et une éducation plus pertinente. 
Il s'agit d'appliquer la technologie intelligemment et efficacement, tout en conservant l'énergie, réduisant les déchets et en offrant davantage de temps pour les loisirs. Grâce à un inventaire automatisé à l'échelle mondiale, il serait possible de maintenir un équilibre entre la production et la distribution. Seuls les aliments nutritifs et sains seraient mis à disposition et l'obsolescence planifiée serait inutile et inexistante.
D'après Jacque Fresco, l'argent n'est important dans une société que lorsque certaines ressources vitales doivent être rationnées et que les gens acceptent l'argent comme un moyen d'échange pour ces ressources. L'argent est en fait une convention sociale, un accord. Il n'est pas une ressource naturelle et n'en représente aucune. L'argent n'est pas nécessaire à la survie, à moins que nous ayons été conditionnés à le considérer comme tel.

## Technologies
The Venus Project imagine des technologies qui nous semblent futuristes, mais qui, d'après ses partisans, seraient réalisables aujourd'hui avec un système comme l'économie basée sur les ressources. Il s’intéresse à tous les domaines : 
- Système urbain
- Logement
- Construction
- Énergie
- Villes maritimes
- Espace
- Transports.

Il s’intéresse aussi à des technologies en plein développement actuellement :
- Impression 3D
- Robotique et automatisation
- Intelligence artificielle
- Biotechnologie
- Science des matériaux
- Production alimentaire
- Villes intelligentes
- Économie circulaire.